# Fiat Tempra
O Tempra foi um automóvel fabricado pela FIAT entre 1990 e 1999. No Brasil, foi comercializado a partir de 1991.
Lançado na Europa em janeiro de 1990, em substituição do Fiat Regata, era derivado do Fiat Tipo (que já havia sido lançado na Europa em 1988). Foi originado do projeto "Tipo tre",  um sucessor do projeto  "Tipo due", que originou o Fiat Tipo, linhagem originada do "Tipo uno", o próprio Fiat Uno. Era, portanto, um Fiat Tipo três volumes. Suas características eram a de um sedã com linhas quase retilíneas, com traseira curta e elevada, típica dos italianos da época. Embora com as mesmas medidas do Tipo na largura (1,695 metro) e no entre-eixos (2,54 metros), era um carro mais longo, com um porta-malas de capacidade para 413 litros.
Seu nome significa "têmpera", em alusão ao processo físico do endurecimento do metal submetido a altas temperaturas e resfriados abruptamente. Assim como os ferreiros procediam ao confeccionar espadas. 
No ano seguinte, já vinham algumas melhorias de segurança, como barras de proteção lateral, assoalho reforçado e em algumas versões com essas modificações, era lançado o Tempra SW (Station Wagon) com câmbio automático de 4 marchas, e motor de 2.0. Basicamente, considerando-se os anos-modelo, o Tempra foi fabricado na Itália de 1990 a 1996 e no Brasil de 1992 a 1998, sendo que a exclusiva versão brasileira de duas portas com motor Turbo foi fabricada de 1993 a 1995, e jamais existiu na Europa.
Seu modelo 2.0 16v foi usado como Safety Car na Fórmula 1 no Grande Prêmio do Brasil de 1993. Além de reorganizar os pilotos após a chegada da chuva forte, foi com o Tempra que Ayrton Senna deu uma volta em Interlagos após a invasão de uma multidão na reta oposta que cercou o tricampeão para comemorar sua vitória.

## Características

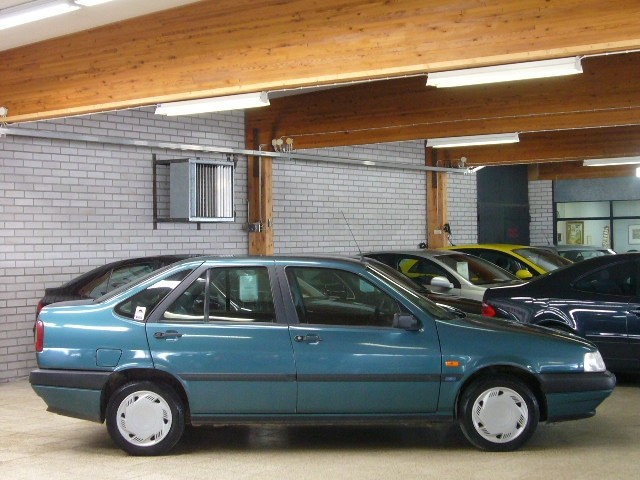
Fiat Tempra europeu (note os repetidores de direção laterais, inexistentes no modelo brasileiro)

No Brasil, foi lançado em novembro de 1991, com índice de nacionalização próximo aos 100%. As principais diferenças estéticas em relação ao europeu, eram os retrovisores maiores de aspecto mais esportivo com duas hastes de fixação com vão livre entre elas, além de não serem retráteis (os do europeu se assemelham aos do Uno), a falta de piscas laterais, falta do limpador do vidro traseiro (que são obrigatórios na Europa por causa dos dias de nevascas) e a opção dos vidros azulados existentes como opcional na versão europeia. Outras diferenças estéticas são a grade frontal, a tampa do porta-malas com fechadura e alojamento da placa exclusivos para o modelo brasileiro, o acendimento diferenciado das lanternas traseiras do modelo brasileiro em relação ao europeu, em que as meias-luzes traseiras do brasileiro acendem em três pares de lâmpadas formando um belo conjunto de luzes em forma de "C", uma característica do carro. Enquanto no modelo europeu o acendimento das meias-luzes traseiras ocorre em apenas um par de lâmpadas, sendo que a lâmpada da parte de cima de cada lanterna é apenas para as luzes de freio e a lâmpada da parte debaixo de cada lanterna é apenas para as luzes de neblina (obrigatórias na Europa), de forma semelhante ao Fiat Tipo no que diz respeito ao acendimento de cada função das lanternas traseiras.
Na mecânica, mais ajustes: diversos novos pontos de solda no chassi e uma suspensão retrabalhada, para se adaptar as estradas brasileiras, com irregularidades. Na Europa ele era um sedã médio inferior ao Fiat Croma, topo de linha da Fiat europeia. No Brasil, por representar o topo de linha, precisou de motores mais potentes e isso demandou mudanças no acabamento e numa suspensão a altura. No interior detalhes luxuosos. A versão Ouro (16 válvulas), tinha no painel, apliques imitando madeira, travamento central das portas por interruptor no painel e rádio/toca-fitas de fábrica eram novidades em carros da FIAT.

## História no Brasil

### Tempra
O Tempra foi lançado no mercado brasileiro no finais de 1991, dividido nas versões Prata (básica) e Ouro (mais luxuosa). A motorização inicial era 2.0 L de 99 cv, 2 válvulas por cilindro (8v), com duplo comando de válvulas no cabeçote, exaustão e admissão cruzados além de carburação dupla.

### Tempra 16V
Chegava em 1993 para revolucionar o mercado brasileiro, componentes do câmbio foram reforçados, assim como a suspensão, discos de freio vinham nas quatro rodas (dianteiros ventilados), auxiliados por ABS. Foi o primeiro carro fabricado no Brasil a ter motor 16v válvulas (4 válvulas por cilindro ao invés de apenas duas), o motor era 2.0 L com duplo comando de válvulas no cabeçote (DOHC), agora com uma injeção sequencial multiponto, atingia 127 cv (28 cv a mais que o 8v), porém a imprensa indicava que ele obtinha 145 cv, chegava aos 202 km/h, e fazia 0 a 100 em 9,8s. Na Europa este mesmo motor entregava 150 cv, mas desconfia-se que a Fiat declarou 127 por questões de impostos (o IPI, no caso), mas a perda para 135 cv é natural, devido às velocidades excessivamente baixas utilizadas nas estradas brasileiras. Desta forma privilegiou-se uma curva de torque/potência que gerava menos força em altas rotações e mais nas baixas, de acordo com a utilização brasileira.
No entanto, embora aumentasse seu torque para 18,4 kgfm (ganho de 2 kgfm - ainda pouco para o peso do carro), o torque máximo ainda surgia só a elevadas 4.750 rpm, representando melhora bastante discreta onde o carro mais precisava, as baixas rotações.

### Tempra Turbo e Tempra Stile
O Fiat Tempra Turbo, foi o primeiro três volumes, a receber turbocompressor, e que gerava 165 cv e 220 km/h de velocidade máxima declarada, porém testes da imprensa mostravam máxima de 210 Km/h.
O motor tinha oito válvulas, que a Fiat considerava suficiente para o desempenho almejado, recebia turbocompressor Garrett com pressão de superalimentação de 0,75 kg/cm2 e intercooler.
O Tempra Turbo acelerava de 0 a 100 em 8,2s conforme teste publicado na revista Quatro Rodas como "O Recorde do Turbo", pouco tempo depois ganhou o título de "O Carro do Ano 95" e "Mais Veloz do Brasil".
Como opcionais, ar condicionado digital programável, bancos em couro elétricos com regulagem de altura e apoio lombar, freios com ABS, check control, retrovisor interno fotocrômicos, entre outros.
O carro ganhou uma legião de fãs, que diziam que na época ser o carro imbatível em desempenho, entre os nacionais.
No ano seguinte, 1995, a marca lançou o Tempra Stile para preencher uma lacuna na linha, a de um sedã 4 portas discreto e com o motor do Turbo. O Tempra Stile, com o tempo substituiu o Tempra Turbo 2 portas, com a proposta esportiva suavizada à favor do conforto. Na versão Turbo o destaque eram as aro 15 de 5 raios diamantadas com fundo preto, já a versão Stile vinha com rodas aro 15 cujo formato remetia ao rotor de uma turbina.

### Facelift
Em 1996 a linha recebeu um face lift, com faróis menores à frente com duplo refletor, lanterna traseira com pisca e luz de marcha-à-ré em forma de gota. No segundo semestre deste mesmo ano foi renomeado as categorias, aposentando (IE/8v, Ouro/16v e Stile) e surgindo (SX, HLX e Turbo Stile).
Em 1997, a linha foi rearranjada, com a versão com motor 2.0 8V saindo apenas na versão SX, mais simples, a versão com motor 16V saía nas versões SX e HLX, versão mais completa ,a versão top de linha, a Turbo Stile utilizava motor 2.0 8v Turbo.
Após estas versões o fim da produção do Tempra se aproximava em 1998, vieram então os modelos 1999, as versões apenas chamadas 8v e 16v, e uma versão pouco vendida, o Tempra City. Foram modificados os para-choques, que agora vinham integralmente na cor do veículo, além de mudanças na grade dianteira incorporada ao para-choques dianteiro, e nas maçanetas das portas. O acabamento interno tinha os forros das portas da linha Tipo e novo tecido nos bancos, os mostradores do painel vinham em tom azul. A linha agora era rearranjada, a versão Turbo Stile deixou de ser oferecida, havendo apenas a opção entre o motor 8v e 16v. Em todos os anos de fabricação no Brasil, nunca foi oferecida transmissão automática para o Tempra.

### Tempra SW

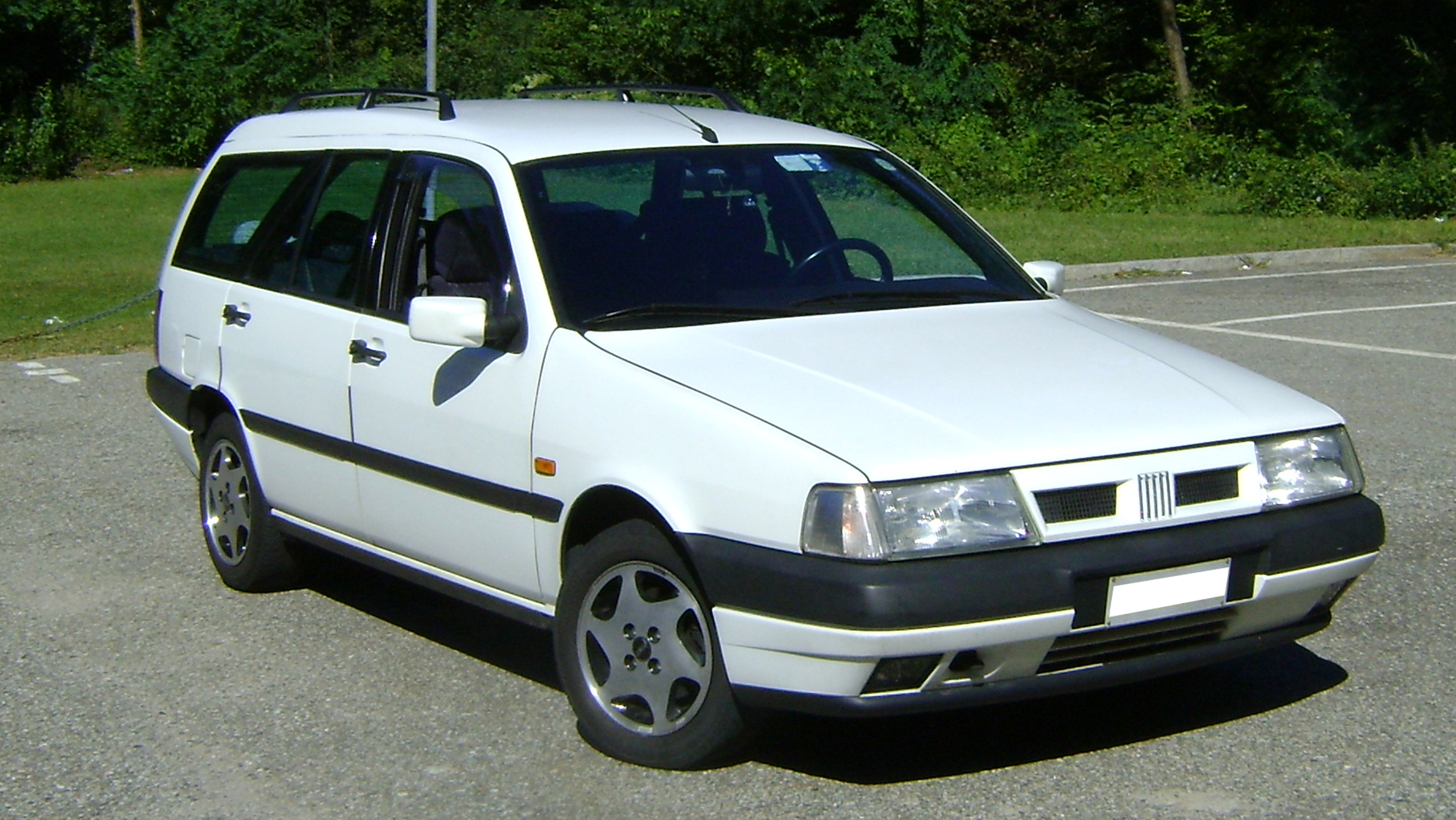
Fiat Tempra S.W.

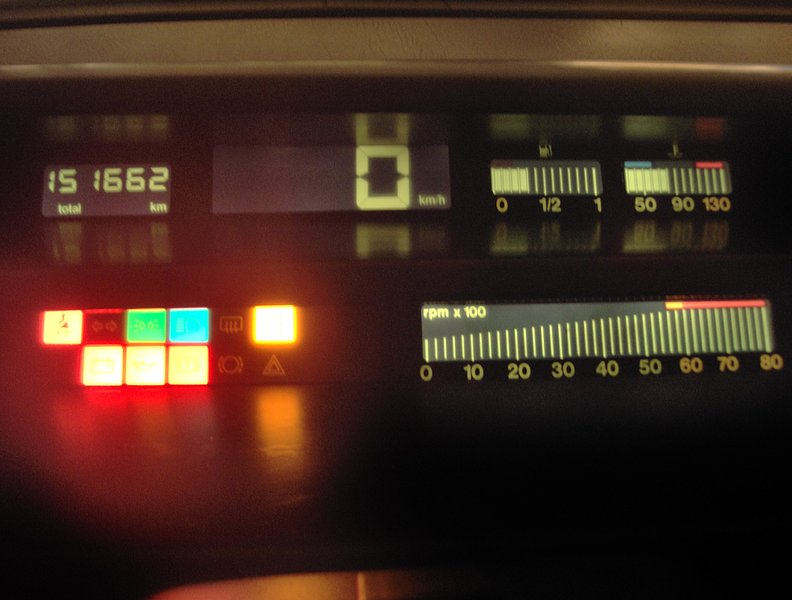
Painel digital, presente no Tempra SW europeu, vendido no Brasil

A Fiat passou a trazer da Itália a perua Tempra S.W. Espaçosa e com bom porta-malas, convenceu a todos, terminando numa traseira reta, ao estilo Volvo, com as janelas posteriores em trapézios invertidos. Além disso a frente manteve, mesmo na linha 1995, os faróis grandes utilizados nos primeiros modelos brasileiros apenas a grade era diferente possuindo abertura única.
Trazia bons recursos: uma tomada de ar tipo NACA para manter o vidro traseiro limpo pela ação do ar, painel e ventilação digital, freios ABS/ EBD a disco nas 4 rodas e opção de bolsa inflável (airbag), que o Tempra nacional nunca teve.

### Fim da produção
Alguns meses depois a Fiat iniciou as vendas do sucessor do Tempra, o Fiat Marea, no dia 30 de outubro de 1998 foi o último dia de produção do Tempra no Brasil, deixando muitos de seus fãs com saudades. Portanto todos os Tempra 1999 têm ano de fabricação 1998 e apenas o ano/modelo é 1999.
Com o anúncio do fim de produção do Fiat Tempra no Brasil, houve um aumento momentâneo na demanda de compra, gerando um ágio de 15% sobre o valor de tabela.

## Modelos
- Prata
- Ouro
- i.e
- SX
- City
- 16v
- Ouro 16v
- HLX 16v
- Turbo
- Stile Turbo
- SW (Station Wagon)

## Ficha técnica

### Tempra Prata e Tempra Ouro
- 2.0 a gasolina (2.0 a álcool), 8 válvulas DOHC
- Cilindros: 4 em linha
- Diâmetro x curso: 84mm x 90mm
- Cilindrada: 1995 cc (cilindrada)
- Taxa de compressão: 8,7:1 (11,5:1)
- Potência ABNT: 72,8 KW ou 99,0 cv a 5200 rpm
- Torque: 16,4 kgfm a 3000 rpm
- Carburador de corpo duplo Weber
- Velocidade máxima: 175 km/h
- Aceleração 0-100: 12,8 s

### Tempra i.e, Tempra SX e City
- 2.0 a gasolina (2.0 a álcool), 8 válvulas DOHC
- Cilindros: 4 em linha
- Diâmetro x curso: 84mm x 90mm
- Cilindrada: 1995 cc (cilindrada)
- Taxa de compressão: 8,7:1 (11,5:1)
- Potência ABNT: 77,3 KW ou 105 cv a 5250 rpm
- Torque: 16,5 kgfm a 3000 rpm
- Injeção eletrônica: SPI Magneti Marelli G7.1
- Velocidade máxima: 190  km/h
- Aceleração 0-100: 12,0s

- Opção por duas portas no modelo i.e apenas 1994/1995, todos os demais somente 4 portas

### Tempra 16v, Tempra Ouro 16V e HLX 16v
- 2.0 a gasolina, 16 válvulas DOHC
- Cilindros: 4 em linha
- Diâmetro x curso: 84mm x 90mm
- Cilindrada: 1995 cc (cilindrada)
- Taxa de compressão: 9,5:1
- Potência ABNT: 93,5 KW ou 127 cv a 5750 rpm(*)
- Torque: 18,1 kgfm a 4750 rpm
- Injeção eletrônica:
  - MPI (Multipoint) Magnetti Marelli IAW P8 sequencial, com distribuidor (93 até 1995)
  - MPI (Multipoint) Magnetti Marelli IAW G7.2 semi-sequencial, sem distribuidor, duas bobinas (96 a 99)
- Velocidade máxima: 202 km/h
- Aceleração 0-100: 9,2s

- Opção por duas portas somente no Ouro 16V até 1994; Demais somente quatro portas.

*(dados oficiais da Fiat. De acordo com testes da época, o carro tinha na verdade 135 cv e foi declarado com menos para pagar menor imposto - IPI).

### Tempra Turbo, Stile e Turbo Stile
- Cilindros: 4 em linha, 8 válvulas DOHC
- Diâmetro x curso: 84mm x 90mm
- Cilindrada: 1995 cc (cilindrada)
- Taxa de compressão: 8,0:1
- Potência ABNT: 121,4 KW ou 165 cv a 5250 rpm
- Torque: 26,5 kgfm a 3000 rpm
- Injeção eletrônica: MPI Bosch Motronic M.1.5.2
- Velocidade máxima: 220 km/h
- Aceleração 0-100: 8,2 s

- Opção por duas portas somente no modelo Turbo.

### Tempra SW
- Cilindros: 4 em linha, 8 válvulas DOHC
- Diâmetro x curso: 84mm x 90mm
- Cilindrada: 1995 cc (cilindrada)
- Taxa de compressão: 9,5:1
- Potência ABNT: 90 KW ou 119 cv a 4750 rpm
- Torque ABNT: 18 kgfm a 2750 rpm
- Injeção eletrônica: Bosch IAW-P8
- Velocidade máxima: 198 km/h
- Aceleração 0-100: 10,4 s

## Leitura complementar
- Revista Quatro Rodas - Agosto de 1991 - Edição 373. Tempra.
- Revista Quatro Rodas - Agosto de 1994 - Edição 409. Tempra SW.
- Revista Quatro Rodas - Maio de 1994 - Edição 406. Tempra Turbo.
- Revista Quatro Rodas - Abril de 1993 - Edição 393. Tempra 16V.
- Revista Quatro Rodas - Setembro de 1992 - Edição 386. Tempra 2 portas.